# ルシアン・キャスティン＝テイラー

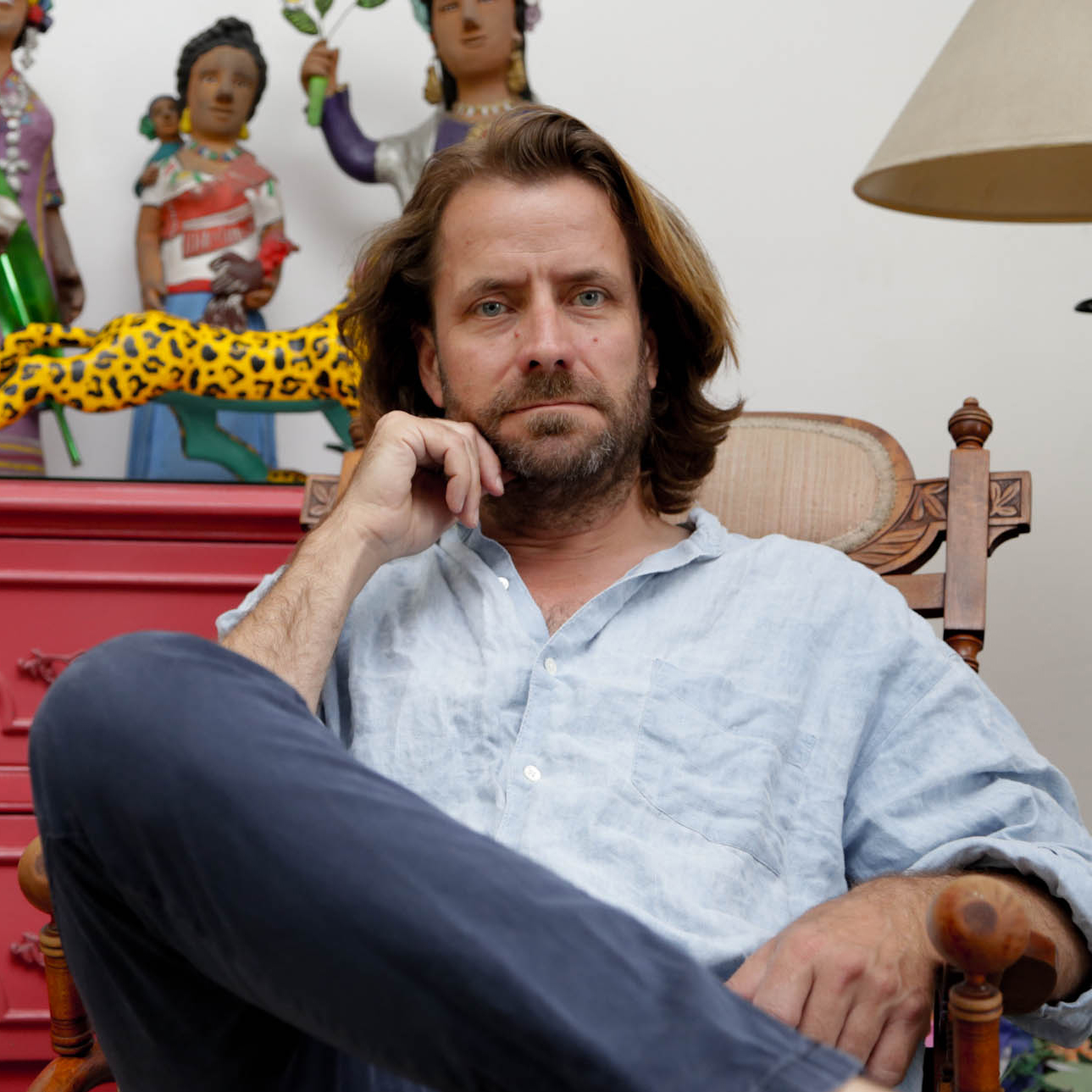
ルシアン・キャスティン＝テイラー 2013年

ルシアン・キャスティン＝テイラー（英語: Lucien Castaing-Taylor、1966年 - 、イギリス・リヴァプール生まれ）は、映画、ビデオ、写真の分野で活動する人類学者、アーティスト。 

## 経歴
ケンブリッジ大学で学士号を、カリフォルニア大学バークレー校で博士号を取得。2002年からはハーバード大学で教鞭をとり、感覚民族誌学ラボ (Sensory Ethnography Lab) のディレクターを務める。1992年にIlisa Barbashと製作したIn and Out of Africaは、8つの国際的な賞を受賞した、アフリカの美術市場における真正性、趣味、そして人種政治の問題について描いた民族誌的映像作品（エスノグラフィック・ビデオ）である。また「アメリカ西部と旧石器時代後の人間と動物の間の1万年間の不安定な適応における非感傷的な哀歌」と描写される映画Sweetgrass (2009) を撮影し、アメリカ人類学会 (American Anthropological Association) の映像人類学ジャーナルVisual Anthropology Review (1991 - 94) の初代編集者でもある。 
彼の作品は、美術館と博物館のコレクションの一部であり、ヴェネツィア・ビエンナーレ（2010年、2017年）、ドクメンタ14、テート・ギャラリー、バービカン・センター、ポンピドゥー・センター、ホイットニー美術館、MoMA PS1、上海ビエンナーレ（2014）、あいちトリエンナーレ（2017）にて展示。 

## フィルモグラフィー
- In and Out of Africa (1992)
- Made in USA (1997)
- Sweetgrass (2009)
- The High Trail (2010)
- リヴァイアサン（2012）
- Caniba (2017)

## 学術論文
- Visualizing Theory (1994)
- Cross-Cultural Filmmaking (1997, Ilisa Barbashとの共著)
- Transcultural Cinema, essays by David MacDougall (1998)
- The Cinema of Robert Gardner (2008, Ilisa Barbashとの共著)